# Mart Minten
Mart Peter Louis Minten (Sevenum, 5 juli 1961) is een voormalig Nederlands profvoetballer die vier seizoenen bij VVV onder contract heeft gestaan.

## Loopbaan
De Sevenummer speelde onder meer bij de amateurclubs Sparta '18, VV VOS en Venlosche Boys alvorens hij in 1990 door de pas aangestelde VVV-trainer Henk Rayer werd benaderd voor een overstap naar het betaald voetbal.
Daarin debuteerde de 29-jarige rechtshalf op 18 augustus 1990, in de uitwedstrijd bij Eindhoven. In het seizoen 1990-1991 kwam Minten nog regelmatig aan spelen toe, maar in de daaropvolgende seizoenen deed Rayer's opvolger Frans Körver amper nog een beroep hem. 
In 1994 vertrok hij samen met ploeggenoot Marcel van 't Hek naar de ambitieuze Duitse amateurclub SV Viktoria Goch, waar hij herenigd werd met Henk Rayer. Na een jaar stapte hij over naar RKSV Venlo. Als aanvoerder was de ex-prof het boegbeeld van Venlo. De club stootte in één ruk door van de derde klasse naar de Hoofdklasse, destijds het hoogste amateurniveau. 
Op 40-jarige leeftijd stopte hij als voetballer en hij ging als trainer aan de slag bij Quick Boys '31. Daarna maakte hij de cirkel rond door terug te keren bij zijn oude club Sparta'18 waar hij van 2004 tot 2007 als trainer aan het roer stond.

## Profstatistieken
| Seizoen         | Club            | Competitie      | Competitie | Competitie | Beker | Beker | Playoff | Playoff | Totaal | Totaal |
| Seizoen         | Club            | Competitie      | Wed.       | Dlp.       | Wed.  | Dlp.  | Wed.    | Dlp.    | Wed.   | Dlp.   |
| --------------- | --------------- | --------------- | ---------- | ---------- | ----- | ----- | ------- | ------- | ------ | ------ |
| 1990/91         | VVV             | Eerste divisie  | 21         | 2          | 1     | 0     | 4       | 0       | 26     | 2      |
| 1991/92         | VVV             | Eredivisie      | 4          | 0          | 0     | 0     | —       | —       | 4      | 0      |
| 1992/93         | VVV             | Eerste divisie  | 2          | 0          | 0     | 0     | —       | —       | 2      | 0      |
| 1993/94         | VVV             | Eredivisie      | 0          | 0          | 0     | 0     | 0       | 0       | 0      | 0      |
| Carrière totaal | Carrière totaal | Carrière totaal | 27         | 2          | 1     | 0     | 4       | 0       | 31     | 2      |